# Тарелкин, Борис Исидорович
Бори́с Исидо́рович Таре́лкин (6 января 1939, ст. Батуринская, Брюховецкий район, Краснодарский край, РСФСР, СССР) ― советский и российский живописец, график, член Союза художников России с 1985 года. Заслуженный художник Российской Федерации (2008).

## Биография
Родился 6 января 1930 года в станице Батуринская Брюховецкого района Краснодарского края РСФСР в семье казаков.
В 1971 году окончил Краснодарское художественное училище.
По окончании училища по распределению попал в п. Куяр Медведевского района Марийской АССР. В 1975 году работал на Академической даче, совершил поездки в Новгород и Псков, общался с А. Грицаем, Ю. Кугачом, братьями Ткачёвыми. До 1991 года – сотрудник Марийских мастерских Художественного фонда РСФСР. С 1991 года ― на самостоятельной творческой работе.
В настоящее время живёт и работает в г. Ейске Краснодарского края. 

## Художественное творчество
Член Союза художников России с 1985 года.
Разносторонний художник, работающий во многих жанрах. Является автором работ на военно-патриотическую тему: «Товарищи» (1983), «Бронебойщик» (1984), «Под Сталинградом. Год 1943-й» (1985), «Вдовье поле» (1987). Известен как автор портретов марийского поэта В. Колумба (1976), марийского писателя и краеведа К. Васина (1985), заслуженного архитектора РСФСР А. Галицкого (1997), заслуженного художника России А. Ширнина (2004), художников-основоположников марийского изобразительного искусства (А. С. Бакулевского, З. Ф. Лаврентьева, А. И. Бутова), врача и писателя Г. Р. Левенштейна, а также ветеранов Великой Отечественной войны. Особое место в его творчестве занимают пейзажи и натюрморты.
Является участником ряда всесоюзных, зональных, областных и республиканских выставок, в том числе персональных.
Работы Б. И. Тарелкина хранятся в музеях Москвы, Чебоксар, Йошкар-Олы ― Национальном музее Республики Марий Эл имени Т. Евсеева и Республиканском музее изобразительных искусств и частных коллекциях, в том числе зарубежных стран ― Украины, Греции, Франции, Германии, Испании.

## Признание
- Заслуженный художник Российской Федерации (2008)[2][3][1][6]
- Заслуженный художник Республики Марий Эл (1999)[2][3][1][6]